# Hôtel-Motel Coconut
L'Hôtel-Motel Coconut est une institution hôtelière située à Trois-Rivières au Québec. Elle est reconnue pour son bar nommé le Coconut bar à la décoration s'inscrivant dans la culture tiki (aussi appelée pop-polynésienne). Le motel est construit dans les années 1950, mais le bar est ajouté en 1962 et l’institution complète est « tikifiée » en 1963.

## Historique
Gérard «Gerry» Landry, fondateur de l'institution, achète le motel en 1959. À l'époque, il s'appelle le T.V. Motel et possède un petit café adjacent.
Le Coconut bar est construit en 1962 selon les dessin de Gérard «Gerry» Landry, propriétaire,. L’institution au complet est « tikifiée » en 1963 alors que les Landry ramènent de leur voyage de noces à Tahiti de nombreux éléments décoratifs qu'ils font livrer par bateau jusqu'à Québec,.
Le bar (qui était aussi un restaurant autrefois) est reconnu pour ses drinks dès son ouverture et encore à ce jour,,,.
La famille Landry vend l'institution en 2005 à Sylvain Carle et Valérie Boivert,. Le couple d’entrepreneurs était attaché à l'institution et désirait en garder son cachet, s'étant eux-mêmes fréquentés et fiancés au Coconut bar.
L'institution est aujourd’hui reconnue par les amateurs de la culture tiki et fait partie des guides de voyage tiki en Amérique du Nord,,,.

## Décor

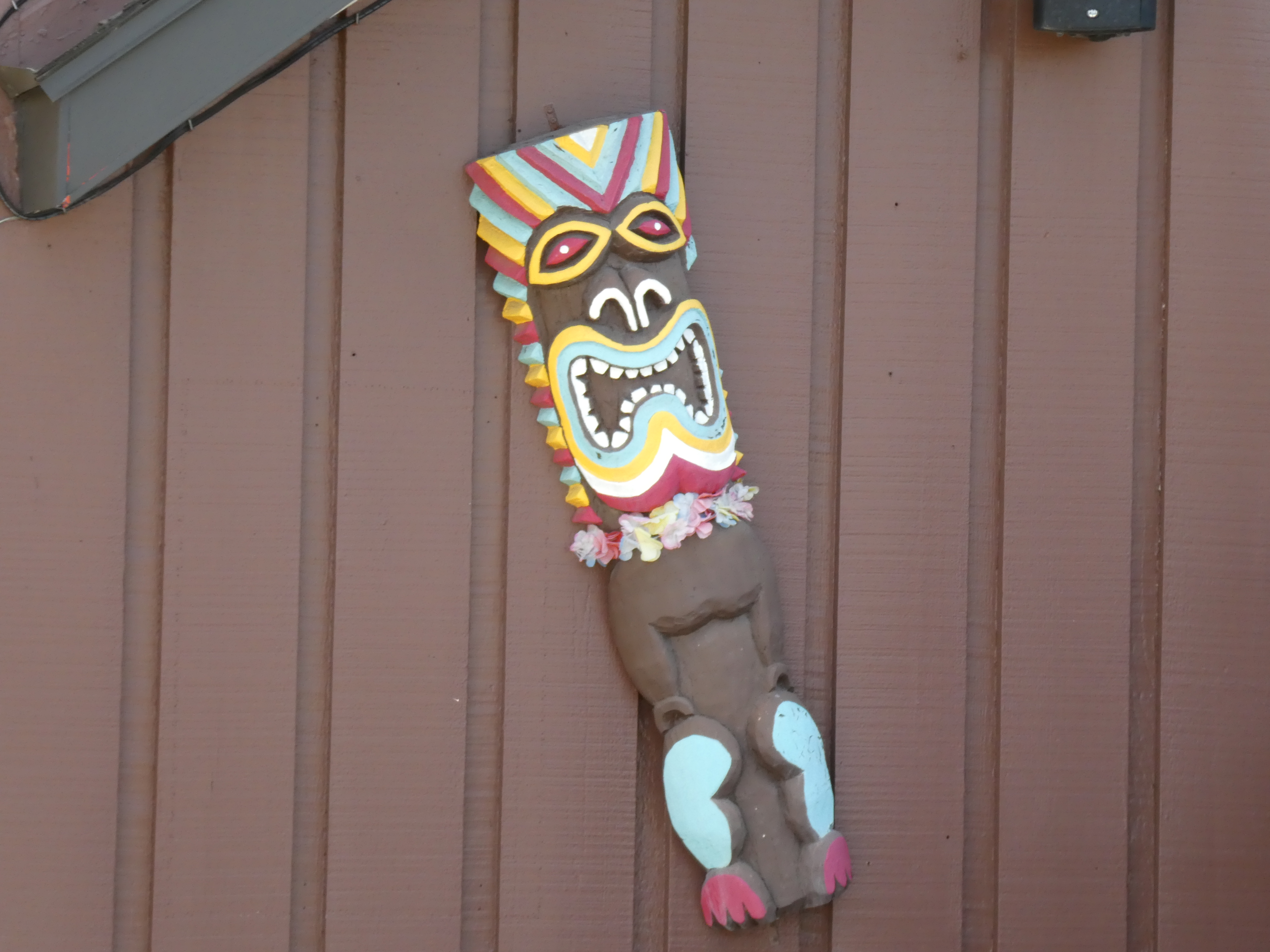
Un des éléments décoratifs du bar.

De l'extérieur, le Coconut bar possède une architecture distinctive avec le toit à pignons. Des masques et des motifs tribaux ornent le revêtement extérieur. Ajout plus récent, certaines sections de la terrasses sont recouvertes par des toits et des parasols faits de feuilles de palmier.
À l'intérieur du bar, le décor reste presque inchangé depuis les années 1970. À l'entrée, on retrouve un pont fait de bois et de bambou qui passe au dessus d'une étendue d'eau, caractéristique classique des institutions pop-polynésiennes. Comme l'explique Roxanne Arsenault dans son mémoire : «Ce pont, souvent situé à l'entrée du restaurant, marque le passage vers le monde exotique, la séparation avec le quotidien qu'on laisse derrière soi pour la soirée.» Le pont a toujours eu un pouvoir d'attraction pour les clients qui l'empruntent selon les employés du Coconut Bar.
Le décor du Coconut bar comporte plusieurs autres éléments caractéristiques des établissements à thème pop-polynésien comme le grand aquarium derrière le bar, les éléments décoratifs multiples sur les murs et au plafond ainsi que la multiplicité des textures avec l'utilisation de bambou, de pierres (ou de fausses pierres) et autres. Le mobilier et l'utilisation de l'espace sont également marqués par la culture tiki avec des sections divisées en huttes, des grandes banquettes, des fauteuils Pomare en osier (aussi appelé fauteuils Emmanuelle) et les tabourets de bar qui sont des têtes de tiki,.
Autrefois, le décor des chambres de l'hôtel-motel s’inscrivaient également dans la thématique pop-polynésienne. Elles ont depuis été rénovées et ne sont plus décorées avec des éléments rappelant le tiki, à l’exception de la suite Tahiti.

## Dans la culture
Le motel Coconut est illustré dans la bande dessinée Les ananas de la colère de l'autrice et illustratrice Cathon publiée aux Éditions Pow Pow,.
Alors que l'institution est fermée durant la pandémie de covid-19, un spectacle spécial nommé «Une soirée de qualité au Coconut!» est tourné dans leur locaux et télédiffusé sur Télé-Québec. Le spectacle inclut des performances de Qualité Motel, Corneille, Fanny Bloom, Claudia Bouvette, Simon Proulx, Mike Clay, Michèle Richard et Rémi-Pierre Paquin.